# Menotti Jakobsson
Klas Alfred Menotti Jakobsson (* 7. Juli 1892 in Stockholm; † 26. Dezember 1970 in Enskede) war ein schwedischer Skispringer und Nordischer Kombinierer.

## Werdegang
Jakobsson, der für Djurgårdens IF startete, konnte 1917 erstmals die schwedische Meisterschaft im Skispringen von der Normalschanze gewinnen. Diesen Erfolg wiederholte er 1921. Bei den Olympischen Winterspielen 1924 in Chamonix startete Jakobsson im Skispringen wie auch in der Nordischen Kombination. Im Springen von der Normalschanze erreichte er dabei mit Weiten von 41 und 42,5 m den 7. Platz. In der Nordischen Kombination erreichte er den 8. Platz.